# Svartaktigt jordfly
Svartaktigt jordfly là một loài bướm đêm trong họ Noctuidae.

## Hình ảnh

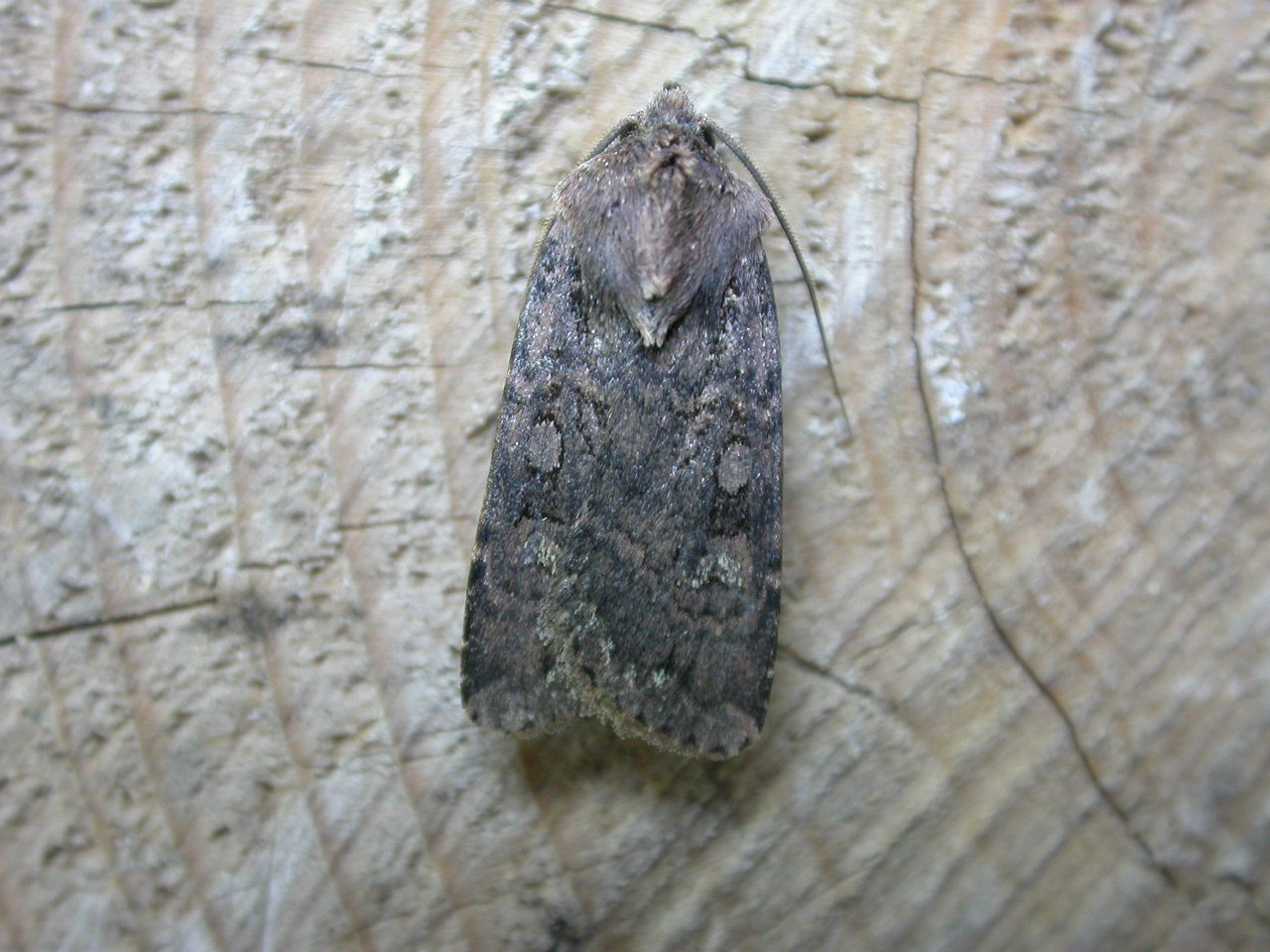
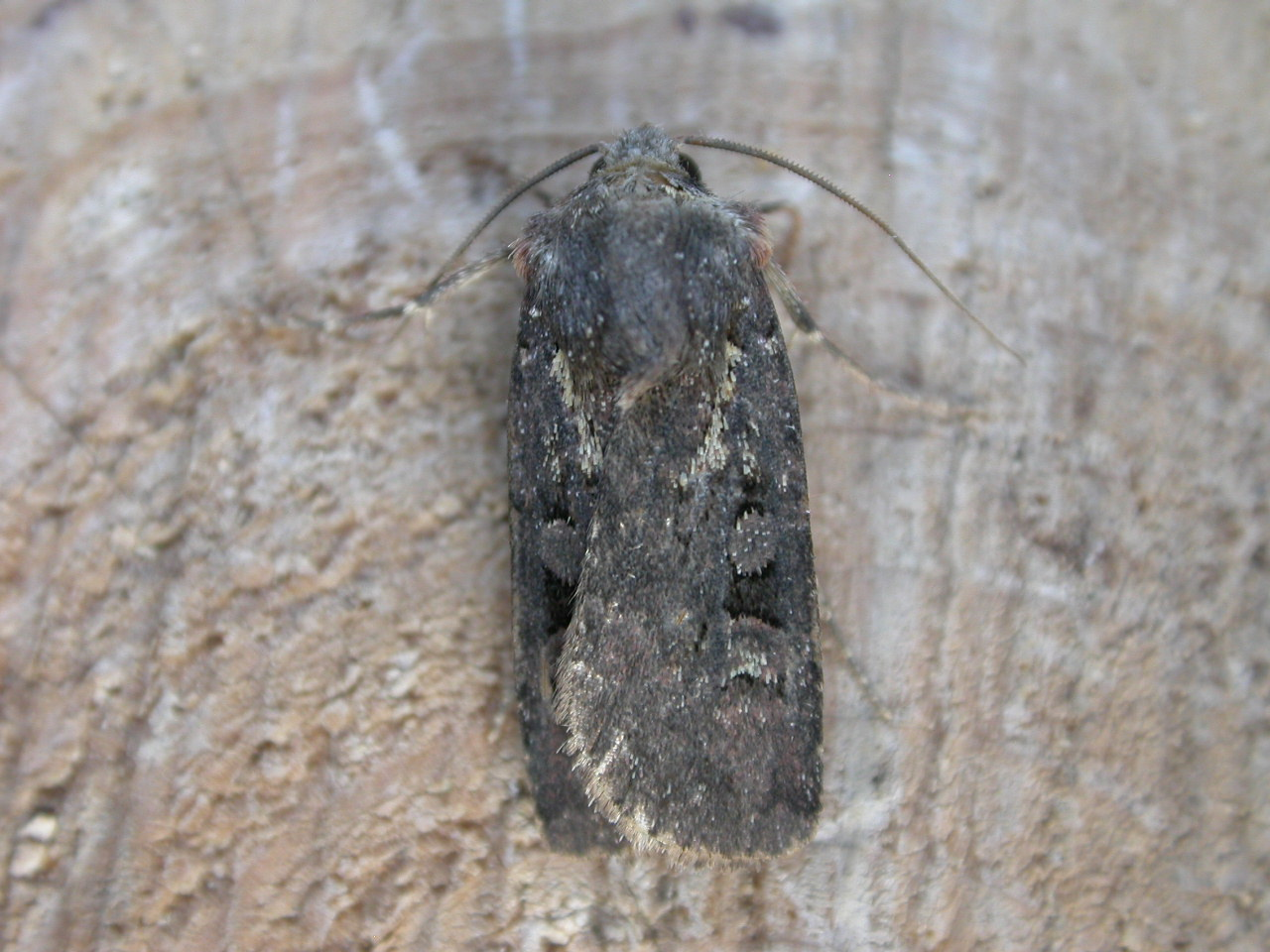
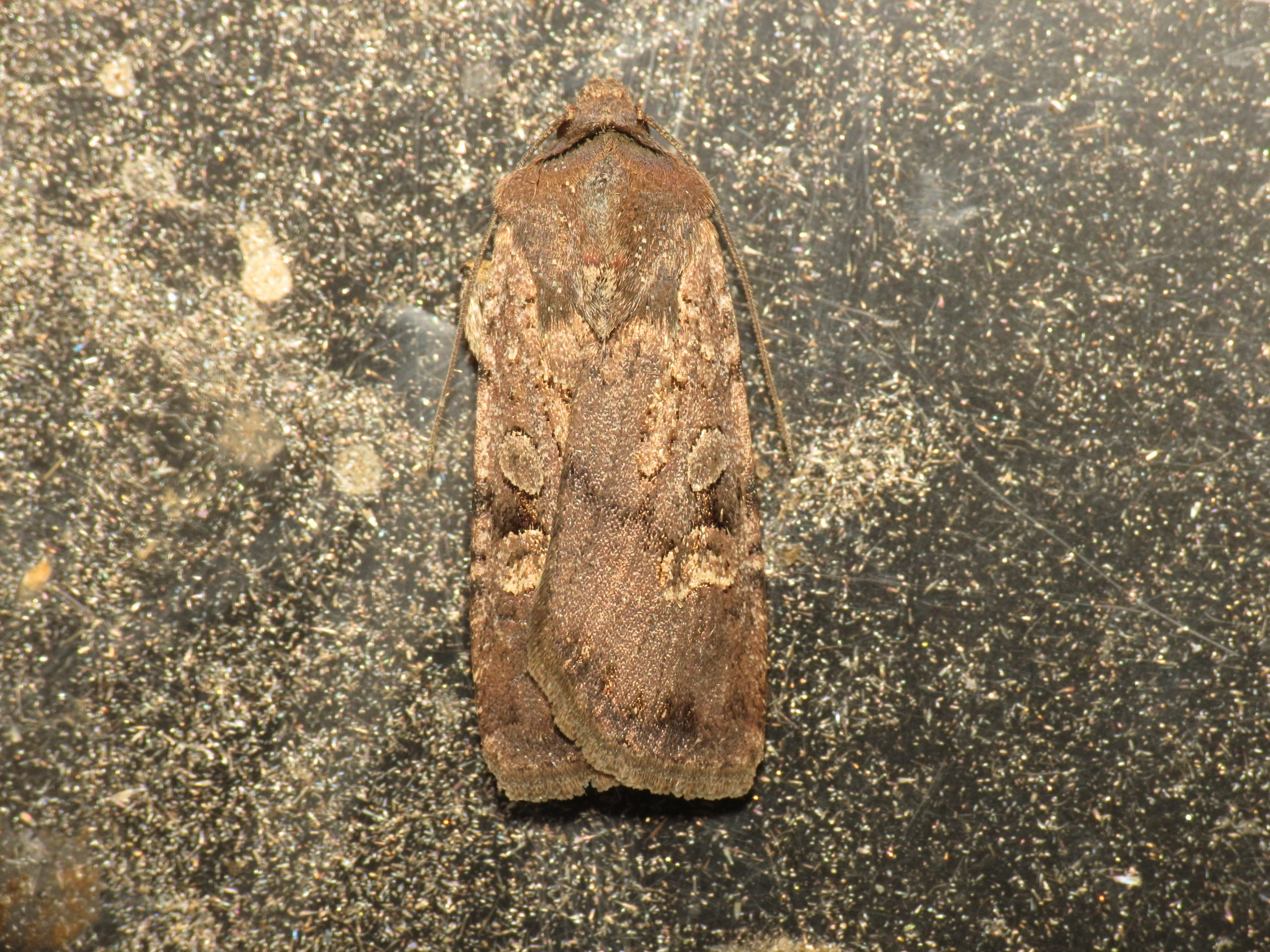
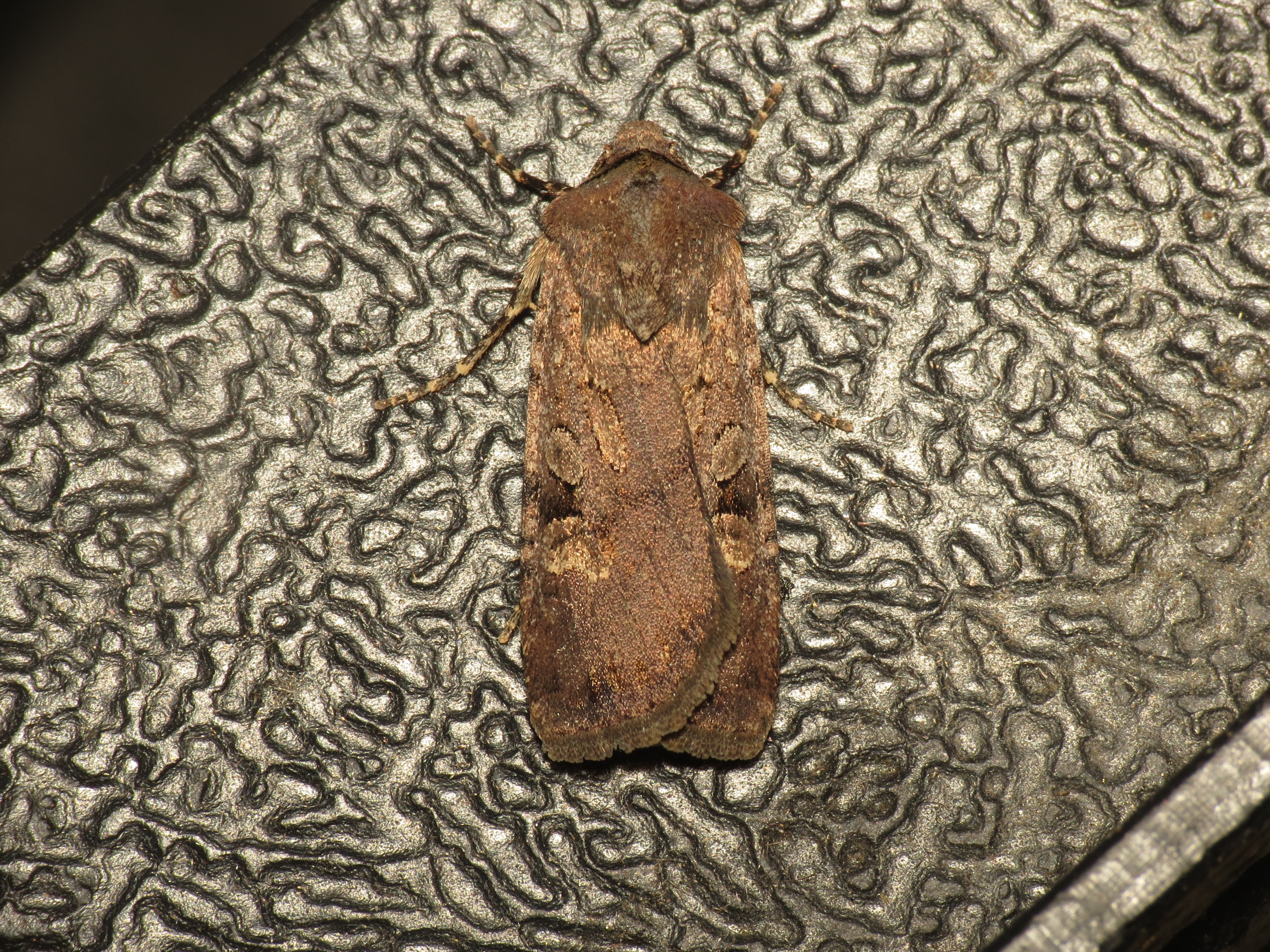